# Gerbillurus
Gerbillurus är ett släkte av däggdjur som ingår i underfamiljen ökenråttor bland råttdjuren.

## Beskrivning
Arterna liknar andra ökenråttor i utseende. De når en kroppslängd (huvud och bål) av 9 till 12 cm, en svanslängd av 9,5 till 16 cm och en vikt mellan 20 och 37 g. Beroende på art är pälsen på ovansidan brun, gråaktig, sandfärgad eller kanelfärgad med rosa skugga. På buken och vid fötternas insida är alla arter vita. Den jämförelsevis långa svansen har en tofs vid spetsen. Fötternas undersida är täckt av hår och Gerbillurus avviker även i detaljer av skallens och tändernas konstruktion från närbesläktade ökenråttor.
Gerbillurus förekommer i Angola, Botswana och Namibia. Habitatet utgörs av öknar och halvöknar med lite växtlighet som gräs, några buskar eller enstaka träd.
Levnadssättet är endast känt för Gerbillurus paeba och det antas att övriga arter har samma beteende. Individerna bygger underjordiska bon och äter främst frön. Honor kan para sig hela året och efter cirka 26 dagars dräktighet föds 2 till 5 ungar. De väger vid födelsen cirka 2 gram.
IUCN listar alla fyra arter som livskraftig (LC).

## Taxonomi
Arter enligt Catalogue of Life och Wilson & Reeder (2005):
- Gerbillurus paeba
- Gerbillurus setzeri
- Gerbillurus tytonis
- Gerbillurus vallinus